# Загоряны
Загоряны (укр. Загоряни) — село в Новоушицком районе Хмельницкой области Украины.
Население по переписи 2001 года составляло 173 человека. Почтовый индекс — 32641. Телефонный код — 3847. Занимает площадь 1,608 км². Код КОАТУУ — 6823381203.

## Местный совет
32641, Хмельницкая обл., Новоушицкий р-н, с. Бучая